# Иркутский институт химии имени А. Е. Фаворского СО РАН
Иркутский институт химии им. А. Е. Фаворского СО РАН (ИрИХ СО РАН) — один из институтов Иркутского научного центра Сибирского Отделения Российской Академии Наук. Расположен в Иркутске.

## Общие сведения
Иркутский институт химии им. А.Е. Фаворского Сибирского отделения Российской академии наук (ИрИХ СО РАН), до 1997 года - Иркутский институт органической химии Сибирского отделения Российской академии наук (ИрИОХ СО РАН), является одним из первых академических институтов Восточной Сибири.
Иркутский институт химии СО РАН находится в ряду крупнейших в России центров фундаментальных исследований в области органической и элементоорганической химии. В Институте сформировалась одна из ведущих научных российских школ, продолжающая традиции великого русского химика-органика А. Е. Фаворского.

## История
Иркутский институт химии им. А. Е. Фаворского Сибирского отделения Российской академии наук (ИрИХ СО РАН) был основан в 1957 г. по Постановлению Президиума АН СССР. Первым директором — организатором Института — стал член-корреспондент АН СССР М. Ф. Шостаковский. Ближайший сподвижник классика органической химии академика А. Е. Фаворского, он заложил основы динамичного развития крупнейшей Российской химической школы — школы Фаворского на Сибирской земле. Институт сразу же выдвинулся на передовые позиции мировой химической науки в области химии ацетилена и кремния (особенно кремнийацетиленовых соединений).
Начиная с 1970 г., когда директором ИрИОХа стал член-корреспондент АН СССР (позже академик РАН) М. Г. Воронков — уже тогда крупнейший авторитет в области химии органических соединений кремния и серы — Институт получил второе дыхание. Под его руководством развертываются пионерские исследования в области химии гипервалентного кремния, карбофункциональных и биологически активных кремнийорганических соединений, металлоорганических соединений, высокотемпературного синтеза органических производных серы. Институт начинают посещать многие известные зарубежные ученые, налаживаются и быстро развиваются международные связи.
В 2000 г. Институту присвоено имя А. Е. Фаворского — одного из основоположников и классика органической химии.
Институт давно стал кузницей кадров высшей квалификации: за все годы здесь подготовлено около 250 кандидатов и более 50 докторов наук.
О новизне и оригинальности исследований Института, их практической нацеленности красноречиво говорят его многочисленные авторские свидетельства и патенты — на сегодня их более 1560.
Институт продолжает фундаментальные и прикладные исследования в области направленного синтеза полезных продуктов из нефти, газа и угля, главным образом, через ацетилен и его производные, содержащие кислород, азот, серу, селен, теллур, фосфор, кремний, германий, олово, фтор, хлор, бром, иод, литий, натрий, палладий, платину и другие элементы. Это вполне естественно, так как ацетилен — важное химическое сырье, на базе которого можно синтезировать почти все, что сегодня производится химической и химико-фармацевтической промышленностью. Ацетилен гораздо активнее этилена и пропилена и потому более удобен как универсальный «строительный блок» для органического синтеза.
Основная цель ученых ИрИХ — фундаментальные исследования строения и химического поведения сложных молекул для направленного конструирования веществ с заданными свойствами. Для этого открывают новые химические реакции (закономерности химической формы движения материи, — см. реакции Воронкова, Трофимова), изучают их механизмы, реализуют новые типы химических связей. На их основе получают новые коммерчески ценные продукты и материалы: лекарства, экологически безопасные пестициды, регуляторы роста растений, полимеры, душистые вещества, сорбенты, иониты, комплекситы и экстрагенты металлов и загрязнителей, ингибиторы коррозии, добавки к топливам и маслам, материалы для микроэлектроники и литиевых аккумуляторов нового поколения и т. д. (см. разработки Института).
С 1987 г. по 2001 г. на базе института функционировал Научный совет по проблеме «Химия и технология органических соединений серы» Министерства промышленности, науки и технологий РФ.
Сегодня в Институте больше внимания уделяется региональным проблемам: химии древесины, природным соединениям, выделяемым из сибирских растений, экологии региона и озера Байкал, концепциям угле-газо-нефтехимического и лесохимического комплексов Восточной Сибири. Последнее особенно важно, ибо Приангарью будет принадлежать ведущая роль в неизбежной геополитической переориентации России на страны Юго-Восточной Азии и Тихоокеанского региона.

## Основные научные направления
1. Развитие методологии органического и элементоорганического синтеза на базе ненасыщенных углеводородов - продуктов нефте-, газо- и углепереработки (ацетилен, этилен, пропилен и их кислород-, азот-, фосфор- и серопроизводные), а также на базе многотоннажных продуктов  гидрообессеривания моторных топлив и отходов металлургических производств (сероводород, элементная сера, диоксид серы) с целью создания современных, экологичных и энергосберегающих малотоннажных производств уникальных наукоемких веществ и материалов (включая наносистемы) для фармацевтической и оборонной промышленности, инновационных технологий и сельского хозяйства (лекарства и их прекурсоры, компоненты ракетных топлив, негорючие и термостойкие полимеры, покрытия и ткани, материалы специального назначения, электролиты и электроды для химических источников тока повышенной емкости и безопасности).
2. Развитие химии гипервалентного и гиповалентного кремния (силатранов и силанонов): создание новых биологически активных кремнеорганических соединений для медицины и сельского хозяйства.
3. Развитие научных основ комплексного использования возобновляемого сырья (древесины, продуктов сельхозпереработки и морских водорослей) с целью получения новых лекарственных средств, пищевых добавок, препаратов для сельского хозяйства, а также нанобиокомпозитов многоцелевого назначения (средства для профилактики и лечения атеросклероза, противоопухолевые наносубстанции, антисептики, противовирусные лекарства внутриклеточного действия, магнитоконтролируемые диагностические и лекарственные препараты, наноматериалы для когерентной, нелинейной оптики и плазмоники, оптически активные нанокатализаторы).

## Директоры института
1957-1970 гг. - Михаил Федорович Шостаковский (1905—1983)
1970-1994 гг. - Михаил Григорьевич Воронков (1921-2014)
1994-2015 гг. - Борис Александрович Трофимов (1938)
2016- н. в. - Андрей Викторович Иванов (1980)

## Структура института
- 1. Лаборатория непредельных гетероатомных соединений (ЛНГОС)

Заведующий: академик РАН, научный руководитель института, д.х.н., профессор Борис Александрович Трофимов
Внутренние подразделения:
- 1.1. Группа химии ацетилена:

Руководитель группы: д.х.н. Шмидт Елена Юрьевна
- 1.2. Группа активированных ацетиленов:

Руководитель группы: д.х.н., вед.н.с. Беляева Ксения Васильевна.
- 1.3. Группа химии гетероциклических соединений:

Руководитель группы: Недоля Нина Алексеевна, в.н.с., Ph.D. (Utrecht University, The Netherlands), д.х.н., профессор
- 1.4. Группа химии пирролов:

Руководитель группы: д.х.н., гл.н.с. Собенина Любовь Николаевна
- 1.5 Группа фосфорорганических соединений

Руководитель группы: д.х.н., профессор, заслуженный деятель науки РФ, , гл. н. с., Гусарова Нина Кузьминична.
- 2. Лаборатория кремнийорганических соединений им. М. Г. Воронкова:

Заведующий лабораторией, д.х.н., профессор, Чернов Николай Федорович
- 3. Лаборатория халькогенорганических соединений (ЛХОС)

Заведующий: д.х.н., профессор, Владимир Алексеевич Потапов
- 4. Лаборатория элементорганических соединений (ЛЭОС)

Заведующий: д.х.н. профессор, Баграт Арменович Шаинян
- 5. Лаборатория галогенорганических соединений (ЛГОС)

Заведующий: д.х.н., доцент, Игорь Борисович Розенцвейг
- 7. Лаборатория функциональных полимеров (ЛФП) (Лаборатория функциональных наноматериалов (ЛФН))

Заведующий: к.х.н. Александр Сергеевич Поздняков
- 10. Лаборатория структурных исследований (ЛСИ)

Зав. Лабораторией структурных исследований,
Заместитель председателя совета пользователей Байкальского аналитического центра, к.х.н., с.н.с. В. И. Смирнов
- 11. Лаборатория ядерного магнитного резонанса (ЛЯМР)

Заведующий лабораторией,д.х.н., профессор Кривдин Леонид Борисович
- 12. Лаборатория фармацевтической и медицинской химии (ЛФИМХ) (Группа фармацевтической разработки (ГФР))

Комарова Татьяна Николаевна, к.х.н., ученый секретарь.
- 15. Группа  промышленно-ориентированных исследований и разработок (ГПОИР)

Руководитель: Шемякина Олеся Александровна, д.х.н.
- 16. Лаборатория фотоактивных соединений

Заведующий лабораторией: к.х.н. Львов Андрей Геннадьевич
- 17. Лаборатория экологической биотехнологии
- 18. Отдел прикладной химии
- 19. Байкальский аналитический цент коллективного пользования (БАЦКП)

## Байкальский аналитический центр коллективного пользования
Байкальский аналитический центр СО РАН (БАЦКП СО РАН), организованный на базе Иркутского института химии им. А.Е. Фаворского СО РАН является одним из крупнейших центров коллективного пользования в Сибирском федеральном округе. БАЦКП СО РАН включен в федеральный каталог центров коллективного пользования России. Огромные потенциальные возможности Байкальского аналитического центра основываются на эффективном использовании интеллектуального потенциала и уникального аналитического оборудования для выполнения научно-исследовательских работ, как фундаментального, так и прикладного характера в области исследования структуры свойств индивидуальных природных, синтетических соединений и сложных композиционных материалов. Особое внимание уделяется обеспечению проведения междисциплинарных исследований по приоритетным направлениям развития науки, технологий и техники Российской Федерации, определяемых интеграцией научных дисциплин, возникновением новых проблемно-ориентированных поисковых фундаментальных задач на стыке наук. Основными постоянными пользователями БАЦКП СО РАН являются 16 Федеральных государственных бюджетных учреждений науки, в том числе и институты Монгольской Академии Наук. Одним из приоритетных направлений деятельности БАЦКП СО РАН является научно-методическое обеспечение подготовки и переподготовки специалистов, повышение квалификации педагогических кадров, подготовки научных кадров – кандидатов и докторов наук, предоставление возможности молодым специалистам и студентам работать и обучаться на современной приборной базе. Потребность Восточно-Сибирского региона в получении высококвалифицированных научных кадров, разработка магистерских программ по химии определяет важнейшую составляющую деятельности ЦКП. Особое внимание уделяется привлечение его к образовательным услугам, включая работу созданных совместных кафедр, специальных практикумов на базе современного оборудования ЦКП.

## Образование
Реализуется программа высшего образования – программа подготовки научно-педагогических кадров в аспирантуре института по направлению подготовки 04.06.01 Химические науки, имеющая следующие направленности подготовки:
- профиль: Органическая химия
- профиль: Физическая химия
- профиль: Высокомолекулярные соединения
- профиль: Химия элементоорганических соединений